# Elaphria teniufascia
Elaphria teniufascia là một loài bướm đêm trong họ Noctuidae.